# Nuoto ai campionati europei di nuoto 2024 - 50 metri rana femminili
La gara degli 50 metri rana femminili dei campionati europei di nuoto 2024 si è svolta il 22 e il 23 giugno 2024 presso il Centro Sportivo Milan Gale Muškatirović di Belgrado.

## Podio
| Pos.    | Atleta             | Nazione   |
| ------- | ------------------ | --------- |
| Oro     | Dominika Sztandera | Polonia   |
| Argento | Veera Kivirinta    | Finlandia |
| Bronzo  | Olivia Klint Ipsa  | Svezia    |

## Record
Prima della manifestazione il record del mondo (RM) e il record dei campionati (RC) erano i seguenti.
|  | 29"16 | Rūta Meilutytė   | 30 luglio 2023 Fukuoka  |
|  | 29"16 | Rūta Meilutytė   | 30 luglio 2023 Fukuoka  |
|  | 29"30 | Benedetta Pilato | 22 maggio 2021 Budapest |

Durante la competizione non sono stati migliorati record.

## Programma
| Data           | Ora   | Turno      |
| -------------- | ----- | ---------- |
| 22 giugno 2024 | 10:09 | Batterie   |
| 22 giugno 2024 | 10:42 | Spareggio  |
| 22 giugno 2024 | 19:19 | Semifinali |
| 23 giugno 2024 | 18:35 | Finale     |

## Risultati

### Batterie
| Pos. | Batteria | Corsia | Atleta                     | Nazionalità | Tempo | Note |
| ---- | -------- | ------ | -------------------------- | ----------- | ----- | ---- |
| 1    | 3        | 4      | Veera Kivirinta            | Finlandia   | 30"58 | Q    |
| 2    | 3        | 5      | Ana Rodrigues              | Portogallo  | 30"90 | Q    |
| 3    | 1        | 5      | Teya Nikolova              | Bulgaria    | 31"17 | Q    |
| 4    | 2        | 4      | Ida Hulkko                 | Finlandia   | 31"20 | Q    |
| 5    | 1        | 4      | Dominika Sztandera         | Polonia     | 31"21 | Q    |
| 6    | 3        | 3      | Olivia Klint Ipsa          | Svezia      | 31"23 | Q    |
| 7    | 1        | 3      | Maria Drasidou             | Grecia      | 31"33 | Q    |
| 8    | 2        | 6      | Kiia Metsäkonkola          | Finlandia   | 31"46 |      |
| 9    | 2        | 8      | Tina Čelik                 | Slovenia    | 31"49 | Q    |
| 10   | 1        | 6      | Meri Mataja                | Croazia     | 31"55 | Q    |
| 11   | 3        | 7      | Maria Romanjuk             | Estonia     | 31"58 | Q    |
| 12   | 2        | 3      | Schastine Tabor            | Danimarca   | 31"69 | Q    |
| 13   | 3        | 6      | Emelie Fast                | Svezia      | 31"70 | Q    |
| 14   | 2        | 5      | Silje Rongevær Slyngstadli | Norvegia    | 31"71 | Q    |
| 15   | 3        | 2      | Chara Angelaki             | Grecia      | 31"80 | Q    |
| 16   | 1        | 7      | Klara Thormalm             | Svezia      | 31"83 |      |
| 17   | 2        | 7      | Tara Vovk                  | Slovenia    | 31"84 | Q    |
| 18   | 1        | 1      | Diana Petkova              | Bulgaria    | 31"94 | SO   |
| 18   | 3        | 8      | Kristýna Horská            | Rep. Ceca   | 31"94 | SO   |
| 20   | 1        | 2      | Anniina Murto              | Finlandia   | 32"25 |      |
| 21   | 2        | 2      | Andrea Podmaníková         | Slovacchia  | 32"28 |      |
| 22   | 2        | 1      | Niamh Coyne                | Irlanda     | 32"52 |      |
| 23   | 1        | 8      | Birgitta Ingólfsdóttir     | Islanda     | 32"55 |      |
| 24   | 3        | 1      | Anna Munk Fuglsang         | Danimarca   | 32"70 |      |
| 25   | 3        | 0      | Martina Bukvić             | Serbia      | 32"94 |      |
| 26   | 2        | 0      | Nikoleta Trníková          | Slovacchia  | 32"95 |      |
| 27   | 1        | 0      | Stella Gjoka               | Albania     | 33"70 |      |

### Spareggio
| Pos. | Corsia | Atleta          | Nazionalità | Tempo | Note |
| ---- | ------ | --------------- | ----------- | ----- | ---- |
| 1    | 4      | Diana Petkova   | Bulgaria    | 31"78 | Q    |
| 2    | 5      | Kristýna Horská | Rep. Ceca   | 31"97 |      |

### Semifinali
| Pos. | Batteria | Corsia | Atleta                     | Nazionalità | Tempo | Note |
| ---- | -------- | ------ | -------------------------- | ----------- | ----- | ---- |
| 1    | 2        | 4      | Veera Kivirinta            | Finlandia   | 30"73 | Q    |
| 2    | 2        | 3      | Dominika Sztandera         | Polonia     | 30"86 | Q    |
| 3    | 2        | 5      | Teya Nikolova              | Bulgaria    | 30"91 | Q    |
| 4    | 1        | 3      | Olivia Klint Ipsa          | Svezia      | 31"15 | Q    |
| 5    | 2        | 7      | Schastine Tabor            | Danimarca   | 31"30 | Q    |
| 6    | 1        | 4      | Ana Rodrigues              | Portogallo  | 31"34 | Q    |
| 7    | 1        | 5      | Ida Hulkko                 | Finlandia   | 31"36 | Q    |
| 7    | 2        | 6      | Maria Drasidou             | Grecia      | 31"36 | Q    |
| 9    | 2        | 2      | Meri Mataja                | Croazia     | 31"39 |      |
| 10   | 1        | 8      | Diana Petkova              | Bulgaria    | 31"47 |      |
| 11   | 1        | 6      | Tina Čelik                 | Slovenia    | 31"52 |      |
| 12   | 2        | 1      | Silje Rongevær Slyngstadli | Norvegia    | 31"53 |      |
| 13   | 1        | 2      | Maria Romanjuk             | Estonia     | 31"56 |      |
| 14   | 1        | 7      | Emelie Fast                | Svezia      | 31"74 |      |
| 15   | 2        | 8      | Tara Vovk                  | Slovenia    | 31"84 |      |
| 15   | 1        | 1      | Chara Angelaki             | Grecia      | 32"00 |      |

### Finale
| Pos.    | Corsia | Atleta             | Nazionalità | Tempo | Note |
| ------- | ------ | ------------------ | ----------- | ----- | ---- |
| Oro     | 5      | Dominika Sztandera | Polonia     | 30"55 |      |
| Argento | 4      | Veera Kivirinta    | Finlandia   | 30"65 |      |
| Bronzo  | 6      | Olivia Klint Ipsa  | Svezia      | 30"90 |      |
| 4       | 8      | Maria Drasidou     | Grecia      | 30"95 |      |
| 5       | 3      | Teya Nikolova      | Bulgaria    | 30"97 |      |
| 6       | 1      | Ida Hulkko         | Finlandia   | 30"99 |      |
| 7       | 7      | Ana Rodrigues      | Portogallo  | 31"08 |      |
| 8       | 2      | Schastine Tabor    | Danimarca   | 31"48 |      |